# ایستگاه شیمو تاکاایدو
ایستگاه شیمو تاکاایدو (به ژاپنی: 下高井戸駅, Shimo-takaido-eki) یا ایستگاه شیمو تاکائیدو، یکی از ایستگاه‌های خط کیئو و خط ستاگایا در ستاگایا-کو، توکیو در ژاپن است.